# Le Faouët (Morbihan)
Le Faouët é uma comuna francesa na região administrativa da Bretanha, no departamento de Morbihan. Estende-se por uma área de 34.03 km². Em 2010 a comuna tinha 2 848 habitantes (densidade: 83,7 hab./km²).